# Martine Frachon
Pour les articles homonymes, voir Frachon.
Martine Frachon, née sous le nom complet de Martine Thérèse Maisonnave le 12 février 1937 à Saint-Cloud (Hauts-de-Seine, anciennement Seine-et-Oise) et morte le 24 juillet 2024 à Tarascon (Bouches-du-Rhône), est une femme politique française.

## Biographie
Secrétaire sténotypiste puis secrétaire de direction, d'abord militante aux Mureaux, elle est ensuite la suppléante de Michel Rocard aux élections législatives de 1978 et de 1981. Elle devient députée de la troisième circonscription des Yvelines et prend la succession de ce dernier à l'Assemblée nationale le 23 juillet 1981, un mois après l'accession du député titulaire aux fonctions de ministre d'État, ministre du Plan et de l'Aménagement du territoire.
Deux ans plus tard, elle est candidate sur la liste socialiste conduite par Georges Constantin et est élue conseillère municipale de Poissy.
En mars 1986, après le passage au scrutin proportionnel de liste dans le cadre départemental, elle est réélue députée des Yvelines, en seconde position sur la liste « Pour une majorité de progrès avec le président de la République » emmenée par Michel Rocard.
En juin 1988, après le retour au scrutin uninominal, elle est candidate du Parti socialiste aux législatives dans la 12e circonscription des Yvelines. Elle est battue de justesse avec 50,44 % des voix par le RPR Jacques Masdeu-Arus.
L'année suivante, elle est tête de liste « Majorité présidentielle » aux municipales à Poissy mais elle est battue dès le premier tour par le maire sortant Jacques Masdeu-Arus avec 57,73 % des voix contre 33,07 %. Puis en juin 1989, elle est candidate aux élections européennes sur la liste « Majorité de progrès pour l'Europe » dirigée par Laurent Fabius.
En septembre 1989, elle est nommée membre du Conseil économique et social et le demeure jusqu'en septembre 1994. De 1990 à 1991, elle est par ailleurs conseillère technique au cabinet de Roger Bambuck, secrétaire d'État chargé de la Jeunesse et des Sports.
Elle est aussi candidate aux sénatoriales de septembre 1995 en troisième position sur la liste « Yvelines Sénat 78 présentée par le Parti socialiste » et aux municipales de 2001 et de 2008 à Louveciennes sur les listes de la gauche unie conduites par Pascal Leprêtre.
Son mari Daniel Frachon était lui aussi engagé au Parti socialiste et fut secrétaire de la fédération socialiste des Yvelines.

## Détail des fonctions et des mandats
Mandats parlementaires
- 23 juillet 1981 - 1er avril 1986 : députée de la troisième circonscription des Yvelines
- 2 avril 1986 - 14 mai 1988 : députée des Yvelines

Mandats locaux
- mars 1983 - juin 1995 : conseillère municipale de Poissy